# Эффект сплочения
Эффект сплочения (или эффект объединения вокруг флага, всплеск поддержки, англ. Rally 'round the flag effect) — это один из феноменов политической социологии, заключающийся в резком росте поддержки и одобрения действий национального лидера во время международных конфликтов или кризисов. Изначально использовался в контексте реалий политической жизни США середины XX века для объяснения резкого, но краткосрочного повышения рейтингов американских президентов во время войны или появления любой внешней угрозы.
В демократических режимах в такой ситуации происходит временная консолидация конкурирующих политических сил — оппозиция и СМИ перестают критиковать правительство, что приводит к резкому росту лояльности в оценках избирателей. Это связано с фактической монополией государственных СМИ на освещение какого-либо значительного события, связанного с внешней угрозой.
Эффект сплочения повышает уровень народного одобрения внешнеполитического курса государства, поэтому иногда его называют фактором отвлекающей внешней политики.

## История
Тенденцию к сплочению разнородной социальной группы перед лицом внешней угрозы выявил американский социолог Льюис Козер. В работе «Функции социального конфликта» он приходит к выводу, что конфликт, который нацелен на снижение антагонистического напряжения, выполняет функции стабилизации и интеграции внутригрупповых отношений.
Окончательное теоретическое оформление термин «ралли вокруг флага» получил в работе американского политолога Джона Мюллера «Президентская популярность от Трумэна до Джонсона», опубликованной в 1970 году. В ней Мюллер определяет критерии, по которым то или иное событие определяется, как способное вызвать эффект сплочения. Оно должно:
1. Быть международным
2. Касаться США в целом и американского президента непосредственно
3. Быть значимым, предметным и конкретным[5].

## Спор о причинах возникновения эффекта сплочения
С момента возникновения термина «эффект сплочения» в политологии ведется академическая дискуссия о его причинах. На сегодняшний день существует две концепции, объясняющих повышение рейтинга главы государства в кризисные для страны периоды. Первая, патриотическая концепция, объясняет рост популярности тем, что исторически Президент является воплощением национального единства для народа.
Вторая, концепция лидерства мнений, предполагает, что эффект сплочения возникает вследствие недостатка критики действующего правительства со стороны оппозиции (это, в большей степени, применимо к Конгрессу США). Если создается видимость того, что члены оппозиционной партии поддерживают президента, фактический конфликт, о котором могли бы сообщить СМИ, отсутствует, и, как следствие, уровень эффективности президента воспринимается общественностью как достаточно высокий.
Обе теории неоднократно подвергались критике, однако существует консенсус о том, что, что патриотическая концепция лучше объясняет причины «ралли вокруг флага», а концепция лидерства мнения — его длительность.
Кроме того, чем ниже рейтинги президента до кризиса, тем сильнее они вырастают во время его пика. Так, например, после нападения на Перл-Харбор рейтинг Франклина Рузвельта вырос на 12% с 72% до 84%. Рейтинги Джорджа Буша-младшего после 11 сентября 2001 года возросли с 51 % до 90 %.

## Примеры

Рейтинг Джорджа Буша-младшего в момент различных событий

Наиболее значительный «ралли-эффект» был зафиксирован после теракта 11 сентября в США: поддержка президента Джорджа Буша-младшего выросла на 35 % всего за неделю.
До Карибского кризиса, в начале октября 1962 года, по данным опроса Института Гэллапа, рейтинг одобрения Президента США Джона Кеннеди был равен 61 %. К ноябрю, после кризиса, уровень поддержки Кеннеди вырос до 74 %. Рейтинг достиг пика в декабре 1962 года (76 %), тогда как в июне 1963 года он вновь установился на отметке 61 %, что показывает краткосрочность эффекта сплочения.
Во время захвата американских заложников в Иране, согласно опросам того же Института Гэллапа, рейтинг Президента США Джимми Картера вырос с 32 % до 58 % после захвата посольства США в Тегеране в ноябре 1979 года. При этом, к ноябрю 1980 года уровень одобрения населением политики Картера вернулся к докризисным значениям.
Во время военных действий на Украине к марту 2022 года рейтинг поддержки президента России вырос с 62% до 77%,  рейтинг поддержки правительства России - с  37% на 20 февраля до 52 % 13 марта.

## Влияние СМИ на эффект сплочения
СМИ способствуют эффекту сплочения двумя способами. Во-первых, СМИ выполняют роль посредника при передаче людям информации. Во-вторых, во время кризиса СМИ часто становятся менее критичными по отношению к лидерам государства и политикам в их попытках сплочения общества.

## Противоречия и возможные негативные эффекты
Есть мнение, что в некоторых ситуациях президент может злоупотреблять эффектом ралли вокруг флага. Эти опасения уходят корнями «диверсионной теории войны», согласно которой, президент создает международный кризис для того, чтобы отвлечь внимание населения от внутренних проблем и повысить свои рейтинги. Таким образом, президент может создать международный кризис, чтобы избежать решения серьезных внутренних проблем или повысить уровень одобрения внутренних реформ, если он начинает падать.